# Cleveland Peninsula
Het Cleveland Peninsula is een schiereiland in de Alexanderarchipel in de Alaska Panhandle in het zuidoosten van Alaska in de Verenigde Staten.

## Geografie
Het schiereiland is ongeveer 90 kilometer lang en gemiddeld 10 tot 25 kilometer breed. In het noordoosten zit het vast aan het vasteland van Alaska. In het noorden wordt het begrensd door het Bradfield Canal, in het noordwesten door de Ernest Sound, in het westen door Clarence Strait en in het oosten door het Behm Canal. Aan de overzijde van de Ernest Sound liggen de eilanden Wrangell Island, Etolin Island en Brownson Island, aan de overzijde van Clarence Strait het Prins van Waleseiland en aan de overzijde van het water in het zuidoosten het Revillagigedo Island. Het schiereiland is administratief onderdeel van de Ketchikan Gateway Borough (zuidelijke helft) en de City and Borough of Wrangell (Wrangell) (noordelijke helft). Het schiereiland ligt in het Tongass National Forest.
Voor de westkust ligt Deer Island.
Er zijn geen permanente woonnederzettingen op het schiereiland.

## Geschiedenis
De naam van het schiereiland werd in 1886 gegeven door de Amerikaanse kustwacht ter ere van de president van de Verenigde Staten Grover Cleveland.